# Взятие Тбилиси (627)
Взятие Тбилиси — эпизод заключительного этапа Персидско-византийской войны 602—628 годов. Город, в то время центр союзного Ирану Картлийского княжества, был взят хазарами в 627 (по др. данным в 628) году после двухмесячной осады, предпринятой совместно византийской и хазарской армиями.

## Датировка
Разные источники, дополняя друг друга в описании обстоятельств осады, немного расходятся в её датировке. Согласно византийским авторам Феофану и Никифору, она имела место в 626 году, незадолго до аварской осады Константинополя (началась в конце июня). По грузинским источникам, где точной даты нет, действие происходит непосредственно перед вторжением Ираклия в Иран, то есть не позднее осени 627 года. Наиболее подробное описание принадлежит армянскому автору X века Мовсесу Каланкатваци. У него кампания датирована 627 годом, вероятно, весной или началом лета, так как имеется указание на наступление «жарких месяцев». Уточняется, что годом раньше хазары уже появлялись в Закавказье с разведывательным набегом. Однако в отличие от остальных информаторов Каланкатваци говорит, что осада Тбилиси была неудачной, и город был взят во время повторного похода хазар, в следующем 628 году.

## Предыстория
Закавказье входило в состав Сасанидского Ирана и стало ареной боевых действий в ходе его затяжной 26-летней войны с Византией. Местные христианские владетели в зависимости от обстоятельств примыкали то к одной, то к другой стороне.
К концу войны обе империи, не имея возможности добиться решающего перевеса друг над другом, обратились к поиску союзников. На стороне Ирана выступил Аварский каганат, армия которого летом 626 года осадила Константинополь. Объективным союзником Византии стал враждебный и аварам, и Ирану Западно-тюркский каганат. Под его контролем находилась огромная территория от Алтая до Сырдарьи и Северного Кавказа. Ставка кагана располагалась в городе Суяб (север совр. Киргизии). В 626 году между двумя странами был произведён обмен посольствами и заключён военный союз, предусматривающий вторжение армии каганата через Каспийский проход в Закавказье.
Непосредственных участников войны синхронные источники называют «турками», в более поздних по времени произведениях уточняется, что речь идёт о хазарах. Большинство исследователей полагает, что эти сообщения не являются анахронизмом, а отражают реальный факт преобладания хазар в тюркском войске, так как именно они жили в то время в регионе Северного Прикаспия. Правитель тюрков-хазар назван в источниках по своему титулу «Джебу-каган» (в более искажённых вариантах Джибго, Зиевил) и охарактеризован как второй человек после верховного кагана. Из-за разветвлённой иерархии, свойственной кочевым империям, историки расходятся в оценке того, идёт ли речь в данном случае о самом западно-тюркском кагане, которым в тот момент являлся Тун-Джабгу хан (618—630) или о его наместнике в Прикаспии. В российской историографии большей популярностью традиционно пользуется второй взгляд.

## Ход войны и осада
В ходе кампании 627 года византийский император Ираклий разделил свою армию на две части, одну из них отправил в Малую Азию, а сам во главе второй вторгся в Лазику на западе Грузии. Тем временем Джебу-каган объявил в своих землях всеобщую мобилизацию. По описанию Мовсеса Каланкатваци:
Он распорядился, чтобы все, кто находился под его властью, все племена и роды, проживающие в горах или долинах, на суше или на островах, оседлые или кочующие, бреющие головы или носящие косы, чтобы все они были готовы [явиться] по первому же зову его
Объединённое войско смогло взять штурмом неприступные Дербентские укрепления, после чего вторглось в Кавказскую Албанию. Возглавлявший эту область иранский наместник — Гайшак, сосредоточил все силы вокруг столичного города Партава. Однако, когда он увидел, какой армии предстоит противостоять, то предпочёл бежать в Персию. Жители, оставшиеся без управления, решили покинуть город без боя:
И говорит один другому. «Зачем мы медлим? Чтобы найти в этом городе себе могилу? Давайте бросим имущество и скарб и убежим. Авось, да сумеем спастись». И все устремились к четырем воротам города, спеша [выйти] и укрыться в горах...
Часть жителей хазары догнали и взяли в плен, но остальным удалось таким образом спастись.
Затем хазары окружили Тбилиси. Каланкатваци описывает этот город как «знаменитый изнеженный и богатый». Эристав Картли Стефанос из династии Багратиони остался верен Ирану и возглавил оборону города. Персы успели прислать ему подкрепление: 1000 чел. отборной конницы из личной гвардии шаха Хосроя. Войском командовал опытный полководец Шаркаг.
Вскоре после начала осады к Тбилиси из Лазики прибыл Ираклий. Встреча союзников была обставлена очень пышно. Джебу-каган сошёл с коня и поцеловал императора, преклонив перед ним колени. Его приближённые пали ниц. В ответ Ираклий снял с головы корону и возложил её на Джебу-кагана, назвав его сыном. Состоялся пир, тюркская знать получила богатые подарки. В ознаменование союза Ираклий пообещал отдать за Джебу-кагана свою дочь Евдокию.
Осада города длилась два месяца. Городские стены обстреливались с помощью катапульт, построенных византийскими инженерами. В Куру были сброшены бурдюки с камнями и песком, с помощью которых удалось изменить направление реки и размыть часть стен. Тем не менее, город взять не получалось. Ираклий стремился продолжить наступление вглубь Ирана и предложил снять осаду. Вероятно, так бы и случилось, если бы не выходка жителей Тбилиси. Увидев, что враги собираются уйти, осаждённые решили над ними посмеяться.
Принесли они огромную тыкву кангун в ширину и кангун в длину и нарисовали на ней лицо царя гуннов: вместо ресниц провели линии, которые нельзя было заметить, место, где должна быть борода, оставили отвратительно голым, ноздри сделали шириной в пядь, усы – редкие, так что нетрудно было его узнать. Затем принесли [разрисованную] тыкву, поставили на стене лицом к ним и, обращаясь к вражеским воинам, стали кричать: «Вот он здесь, ваш государь-царь, придите поклонитесь ему. Это Джебу хакан!» И, взяв копья в руки, на их же глазах стали колоть тыкву, изображающую хакана.
Досталось и византийскому императору, которого осыпали оскорблениями, назвав мужеложником и козлом. Ираклий увидел в этом хороший знак, процитировав в ответ пассаж из Ветхозаветной книги Даниила (8:5, 8:20) с предсказанием, что «косматый козёл» — царь Греции сокрушит «Овна» — «царя Мидийского и Персидского». И действительно, позднее в том же году Ираклий окончательно сокрушил мощь Сасанидов в великой битве при Ниневии, ставшей прелюдией к завоеванию Ирана арабами.
После такой выходки взятие города стало для оскорблённых правителей делом принципа. Ираклий всё же двинулся дальше, взяв с собой 40-тыс. хазарский отряд. А Джебукаган остался заканчивать осаду. По одним данным, он завершил её быстро, в то время, когда Ираклий был в области Гардабан (40 км от Тбилиси). Но, если верить Мовсесу Каланкатваци, расставшись с Ираклием, Джебу-каган вернулся домой. Он снова осадил Тбилиси в ходе повторного похода в Закавказье в следующем году, когда Ирано-византийская война уже закончилась.
Обоих городских начальников пленили. Им выкололи глаза и наполнили рот монетами. Затем с живых содрали кожу и, набив её сеном, отослали в качестве трофея Ираклию. Подробностей ущерба, нанесённого городу, источники не сообщают.